# 台湾解放宣言
台湾解放宣言（たいわんかいほうせんげん）は、中華人民共和国によって行われた宣言。

## 概要
1953年の朝鮮戦争休戦、1954年のインドシナ戦争休戦のあとに、アメリカ合衆国は中華民国国民党政府との間で相互援助条約を結ぶ準備を始めていた。このことに対して中華人民共和国の周恩来は、1954年8月11日の中国人民政府委員会会議の外交報告で、台湾は中国の神聖不可侵の領土で、アメリカが台湾を侵略することを決して許さないと言明していた。8月22日に人民政治協商会議全国委員会とそれに参加している政党と主要団体が署名して、台湾解放宣言が提出された。台湾とは中国の領土の一部であり、必ず台湾を開放するという内容であった。
1954年8月に北京で初の全国人民代表大会が開催されて、そこで台湾解放宣言が採択された。同年9月15日発行の『東京華僑会報』第29号には、人民日報に掲載されていた「台湾同胞に告ぐ」という題の社説が日本語訳で掲載される。『東京華僑会報』第30号には台湾問題の特集が組まれる。このように北京政府による台湾解放の宣伝が行われるようになる。日本華僑社会での北京政府への対抗勢力は、国民党ではなく台湾独立運動であった。1955年4月に廖文毅は台湾独立を訴える記事を文藝春秋に発表して北京政府に対抗宣言とみなされる。1956年1月には東京で廖文毅らによって台湾共和国臨時政府の樹立が宣言される。
アジア・アフリカ会議で周恩来は、台湾の解放は武力解放と平和開放の2つの方式があるが、可能な限り平和解放を目指すべきであると提起し、毛沢東も理解を示す。だが中国国内の特に人民解放軍の中では武力解放が唱えられており、これは1970年代末頃まで続いた。文化大革命後の特に1980年代に入ってからは、中国は台湾との平和統一を望むと宣言しているものの、武力解放も放棄していない。